# Plein les poches pour pas un rond
Pour plus de détails, voir Fiche technique et Distribution.
Plein les poches pour pas un rond est un film français réalisé par Daniel Daert, sorti le 20 décembre 1978.

## Synopsis
Julien (Jean Lefebvre) petit voleur à la sauvette, veut par chagrin d'amour pour Charlotte "dit: lolotte" (Dany Saval) se faire emprisonner en tentant un gros coup. Mais le gros coup, d'une valeur de 400 briques, réussit. Julien, en compagnie Steff (Michel Constantin) un chauffeur de taxi rencontré par hasard, de Charlotte et de Clotilde (Nicole Norden) se met à la recherche d'un recéleur. Notre fine équipe partant de Paris en passant par Le Havre, finit par se retrouver à Marseille, non sans bien des péripéties, car chacun aimerait bien profiter du magot pour son propre compte. Finalement les bijoux se retrouvent dans la cale d'un bateau en partance pour Tanger avec à son bord nos amis toujours aussi désargentés.

## Fiche technique
- Titre : Plein les poches pour pas un rond
- Réalisation : Daniel Daert
- Scénario : Jacques Vilfrid et Robert Berri
- Dialogue : Jacques Vilfrid
- Adaptation : Jacques Vilfrid et Daniel Daert
- Musique : Miroslav Cadim anagramme de Vladimir Cosma
- Directeur de la photographie : Jean-Claude Couty
- Producteurs : André Genovès et Leo L. Fuchs
- Pays :  France
- Genre : comédie
- Durée : 1h30
- Sortie : 20 décembre 1978

## Distribution
- Jean Lefebvre : Julien
- Michel Constantin : Steff
- Dany Saval : Charlotte ("Lolotte")
- Nicole Norden : Clotilde
- Henri Czarniak : le conducteur
- Roger Trapp : le boucher
- Robert Berri : Le brigadier
- Marcel Gassouk : le dépanneur
- Henri Attal : le pompiste
- Christian Chauvaud : le cambrioleur raté
- Michel Charrel